# Чуйченко Костянтин Анатолійович
Костянтин Анатолійович Чуйченко (рос. Константин Анатольевич Чуйченко; нар. 12 липня 1965, Липецьк, РРФСР, СРСР) — російський державний діяч. Міністр юстиції Російської Федерації з 21 січня 2020 року. Член Ради Безпеки Російської Федерації з 3 лютого 2020 року. Дійсний державний радник Російської Федерації 1-го класу (2008).
Помічник Президента Російської Федерації — начальник Контрольного управління Президента Російської Федерації (2008—2018). Заступник голови уряду Російської Федерації — керівник Апарату уряду Російської Федерації (2018—2020).

## Біографія
У 1987 році закінчив юридичний факультет Ленінградського державного університету.
1987—1989 — стажист, слідчий прокуратури Калінінського району міста Ленінграда.
1989—1992 — служив в органах державної безпеки на офіцерських посадах.
1992—1994 — виконавчий директор акціонерного товариства «Інтерюраудит де Фаріа і Т».
1994—2001 — член Міжнародної колегії адвокатів «Санкт-Петербург».
2001—2002 — начальник юридичного департаменту ВАТ «Газпром».
2002—2008 — начальник юридичного департаменту, член правління ВАТ «Газпром».
2004—2008 — виконавчий директор RosUkrEnergo AG.
Член ради директорів ВАТ «Газпром-Медіа».
2008—2018 — помічник Президента Російської Федерації — начальник Контрольного управління Президента Російської Федерації.
2018—2020 — заступник голови уряду Російської Федерації—керівник Апарату уряду Російської Федерації.
З 21 січня 2020 року — міністр юстиції Російської Федерації.

## Санкції
16 грудня 2022 року, внесений до списку санкцій Євросоюзу за підтримку та реалізацію політики, що підриває територіальну цілісність, суверенітет і незалежність України. За даними Євросоюзу, очолюване Чуйченком міністерство несе відповідальність за реалізацію закону про цензуру інформаційного простору про агресивну війну Росії проти України, тим самим це безпосередньо підтримує військові дії.
З 26 липня 2022 року перебуває під санкціями Великої Британії.
З 28 лютого 2022 року перебуває під санкціями Канади.
З 21 грудня 2022 року перебуває під санкціями Швейцарії.
З 30 вересня 2022 року перебуває під санкціями Австралії.
Указом Президента України Володимира Зеленського від 7 вересня 2022 року перебуває під санкціями України.
З 28 вересня 2022 року перебуває під санкціями Нової Зеландії.
З 27 січня 2023 року під санкціями Японії.

## Особисте життя
Одружений з Тихоновою Яною Робертівною. Член ради ПАТ НК «Русснефть» / глава представництва фірми «Гленкор Інтернешнл АГ» (Швейцарія) м. Москва.
Виховує трьох доньок.